# Guárico
Lo Stato di Guárico è uno degli Stati del Venezuela. È situato nella parte centrale del paese e confina a nord con gli Stati di Carabobo, Aragua e Miranda, a sud con Apure e Bolívar, a ovest Cojedes e Barinas e a est con lo Stato di Anzoátegui.
L'economia dello Stato è ancora basata in gran parte sull'agricoltura (piantagioni di riso e mais soprattutto) e sull'allevamento (bovini e, in minor misura, suini). Fra le ricchezze del sottosuolo vanno segnalati giacimenti di vanadio e zinco.

## Comuni e capoluoghi
1. Camaguán (Camaguán)
2. Chaguaramas (Chaguaramas)
3. El Socorro (El Socorro)
4. Francisco de Miranda (Calabozo)
5. José Félix Ribas (Tucupido)
6. José Tadeo Monagas (Altagracia de Orituco)
7. Juan Germán Roscio (San Juan de los Morros)
8. Julián Mellado (El Sombrero)
9. Las Mercedes (Las Mercedes)
10. Leonardo Infante (Valle de la Pascua)
11. Ortíz (Ortíz)
12. Pedro Zaraza (Zaraza)
13. San Gerónimo de Guayabal (Guayabal)
14. San José de Guaribe (San José de Guaribe)
15. Santa María de Ipire (Santa María de Ipire)